# Culex termi
Culex termi är en tvåvingeart som beskrevs av Thurman 1955. Culex termi ingår i släktet Culex och familjen stickmyggor.
Artens utbredningsområde är Thailand. Inga underarter finns listade i Catalogue of Life.